# Korsør AM
Korsør Atletik & Motion, blev oprettet i 1960 og hed i de første mange år Korsør Atletik Klub, men i 1989, ændrede klubben sig til en Atletik og Motion klub, hvorved klubben kom til at hedde Korsør Atletik & Motion, i samme åndedrag fik klubben sin nuværende klubdragt. 

## Danske mesterskaber
- Guld 2003 3000 meter forhindringsløb Louise Mørch 11:25.98
- Guld 2003 10 km Louise Mørch 36.16
- Guld 2012 Syvkamp inde Martin Grønne 3672
- Sølv 1974 10.000 meter Peer Bagge 29:40.4
- Sølv 1976 10.000 meter Peer Bagge 30:06.4
- Sølv 1978 200 meter Ole Christensen 22.61
- Sølv 1980 400 meter Ole Christensen 49.26
- Sølv 1997 800 meter Martin Pedersen 1:53.19
- Sølv 1998 800 meter Martin Pedersen 1:52.59
- Sølv 1998 800m inde Martin Pedersen 1:55.15
- Sølv 2001 Diskoskast Maria Sløk Hansen 36,99
- Sølv 2003 1500 meter Louise Mørch 4:31.71
- Sølv 2003 5000 meter Louise Mørch 17:17.35
- Sølv 2011 Syvkamp inde Martin Grønne 4653
- Bronze 1999 800 meter Martin Pedersen 1:58.90
- Bronze 1999 800 meter inde Martin Pedersen 1:55.95
- Bronze 2000 1500 meter Louise Mørch 4:38.63
- Bronze 2003 10.000 meter Louise Mørch 35:45.73
- Bronze 2004 800 meter inde Martin Pedersen 1:56.44
- Bronze 2005 Femkamp Christian Lauge Laugesen  3070

## Ekstern henvisning
Klubbens hjemmeside